# Odão II de Champlite
Odão I ou Odo II de Champlite (em francês: Eudes II de Champlite; m. Constantinopla, maio de 1204) foi um cavaleiro francês dos séculos XII-XIII que envolveu-se na Quarta Cruzada contra o Império Bizantino.

## Biografia
Odão II era filho de Odão I de Champlite e sua esposa Sibila, sobrinha de Josberto de Laferté. Tornou-se visconde de Dijon por meio da herança de sua avó materna, cujo irmão Josberto era visconde. Em data desconhecida casou-se com a filha de nome desconhecido de Hugo de Mont-Saint-Jean e sua esposa Isabel de Vergy, um matrimônio confirmado em uma escritura de data desconhecida na qual Estêvão de Monte São João jura fidelidade a Odão II em sua guerra contra os condes de Châlons em Champanhe e Hugo de Vergey, senhor de Champlite. Nesta inscrição ainda são mencionados, como fiadores, seus irmãos Guilherme e Pôncio e seus netos Guilherme de Marigny e Hugo de Tricastelo.
Em cerca de 1194, Odão II casou-se novamente, agora com Emeline de Broyes, filha de Hugo III de Broyes e sua esposa Isabela de Dreux, com quem teve Oda I de Champlite. Este matrimônio é confirmado por uma escritura datada de 1200 que cita Hugo III realizando doação de propriedade para a Abadia de Claraval, com o consentimento de sua esposa Isabel e sua filha Emeline, senhora de Champlite. Em setembro de 1200, na Abadia de Cister, Odão II e seu irmão Guilherme I de Champlite juntaram-se a Quarta Cruzada. Odão II foi ferido durante o cerco de Constantinopla e morreu em maio de 1204, sendo sepultado na Igreja dos Santos Apóstolos.